# Lago Magadi
Il lago Magadi è un lago alcalino della Rift Valley.
Posizionato nel sud del Kenya, nella terra dei Masai, ha una superficie di 104 km².
Si trova in una delle zone più calde e aride del Kenya ed è circondato da colline vulcaniche che riversano grandi quantità di carbonato di sodio nelle sue acque. La mancanza di emissari e l'evaporazione dell'acqua fanno aumentare la concentrazione di sali a tal punto che la sua superficie è completamente ricoperta da uno strato di soda cristallizzata.
I fenicotteri rosa sono una delle poche specie animali in grado di vivere nel lago; essi si nutrono delle alghe che vivono nelle sue acque.
Sulle sponde del lago Magadi sorgono diverse industrie, che estraggono il bicarbonato di sodio per raffinarlo e lavorarlo per prodotti farmaceutici.